# Laos i olympiska sommarspelen 1996
Laos deltog i de olympiska sommarspelen 1996 med en trupp bestående av fyra deltagare, men ingen av landets deltagare erövrade någon medalj.

## Friidrott
Damernas maraton
- Sirivanh Ketavong – 3:25,16 (→ 64:e plats)